# Nastia Liukin
Anastasia Valeryevna Liukin (russe : Анастасия « Настя » Валерьевна Люкина Anastasia « Nastia » Valérievna Lioukina), dite Nastia Liukin, est une gymnaste américaine d'origine russe née le 30 octobre 1989 à Moscou. Elle est la fille de l'ancien gymnaste soviétique Valeri Liukin, qui est son entraîneur, et d'Anna Kotchneva Liukin, ex-championne de gymnastique rythmique.
En 2005, elle décroche un important contrat de sponsoring avec la marque française Gymnova et fait une apparition dans le film Stick It.
En 2012, elle reprend la compétition après trois ans d'absence. Elle tente de se qualifier pour les Jeux olympiques de Londres mais échoue. Elle annonce alors sa retraite sportive.

## Carrière
Nastia Liukin a commencé la gymnastique à l'âge de trois ans. Ses premiers championnats nationaux junior ont lieu en 2002 à l'âge de 12 ans. Elle a fini 15e malgré une chute aux barres asymétriques.
Aux Jeux Olympiques 2008, elle emporte la médaille d'argent aux barres et à la poutre, une médaille de bronze au sol et une médaille d'or au concours général devant sa compatriote Shawn Johnson. Après sa performance à Pékin, elle a été élue l'athlète féminine de l'USOC du mois d'août.
Nastia Liukin décide, à la suite de son titre olympique obtenu en 2008, de se retirer de toute compétition durant trois ans. De retour en 2012, elle ne parvient pas à décrocher sa sélection avec l'équipe américaine pour les Jeux olympiques de Londres. Elle décide donc de prendre sa retraite sportive.

## Nastia Liukin Cup
Nastia Liukin organise les Nastia Liukin Cup (en), une compétition annuelle de gymnastique artistique créée grâce à un partenariat entre Nastia Liukin et la « USA GYMNASTICS ».

## Télévision
Nastia Liukin a fait une apparition dans la saison 2 de Championne à tout prix. Elle a joué dans un épisode de Gossip Girl. Elle aimerait devenir actrice par la suite.
En 2015, elle est candidate de Dancing with the Stars 20 aux côtés de Derek Hough.

## Palmarès

### Jeux olympiques
- Pékin 2008
  -  Médaille d'or au concours général devant sa compatriote Shawn Johnson et la Chinoise Yilin Yang.
  -  Médaille d'argent au concours par équipes derrière la Chine et devant la Roumanie.
  -  Médaille d'argent aux barres asymétriques derrière la Chinoise He Kexin et devant la Chinoise Yilin Yang.
  -  Médaille d'argent à la poutre derrière sa compatriote Shawn Johnson et devant la Chinoise Cheng Fei.
  -  Médaille de bronze au sol derrière la Roumaine Sandra Izbasa et sa compatriote Shawn Johnson.

### Championnats du monde
- Melbourne 2005
  -  Médaille d'or aux barres asymétriques
  -  Médaille d'or à la poutre
  -  Médaille d'argent au concours général individuel
  -  Médaille d'argent au sol

- Aarhus 2006
  -  Médaille d'argent par équipes
  -  Médaille d'argent aux barres asymétriques

- Stuttgart 2007
  -  Médaille d'or par équipes
  -  Médaille d'or à la poutre
  -  Médaille d'argent aux barres asymétriques
  - 5e au concours général individuel

### Jeux panaméricains
- Santo Domingo 2003
  -  médaille d'or par équipes
  -  médaille d'or à la poutre
  -  médaille d'argent au concours général individuel
  -  médaille de bronze aux barres asymétriques
  -  médaille de bronze au sol

- Rio de Janeiro 2007
  -  médaille d'or par équipes
  -  médaille d'argent aux barres asymétriques
  -  médaille d'argent à la poutre

### Autres
- Championne junior des États-Unis en concours général, aux barres, à la poutre et au sol en 2003 et 2004
- Championne des États-Unis en concours général, aux barres et à la poutre en 2005
- American Cup 2005 :
  -  1re égalité à la poutre
- American Cup 2006 :
  -  1re au concours général
- American Cup 2008 :
  -  1re au concours général

## Apparitions à la télévision et au cinéma
Nastia Liukin a fait une apparition dans le film Stick it en 2006 et dans la série Gossip Girl (saison 2, épisode 13) en 2008. Elle est également apparue dans Championnes à tout prix et Hellcats en 2011 en tant qu'elle-même.